# Asteropsis
Asteropsis är ett släkte av svampar. Asteropsis ingår i divisionen sporsäcksvampar och riket svampar.